# Bezzia algeriana
Bezzia algeriana är en tvåvingeart som beskrevs av Clastrier 1962. Bezzia algeriana ingår i släktet Bezzia och familjen svidknott. Inga underarter finns listade i Catalogue of Life.